# Мяч, перчатка и капитан
«Мяч, перчатка и капитан» — советский киноальманах из трёх новелл, снятый на киностудии «Грузия-фильм» в 1970 году.
Состоит из новеллы «Феола» режиссёра Баадура Цуладзе и новелл «Девушка и солдат» и «Заходящее солнце» режиссёра Темура Палавандишвили.

## Содержание

### «Феола»
«Феола» — это прозвище, которое ребята дают управдом-тренеру. В реальности Висенте Феола, в честь которого придумано прозвище, был крайне известным бразильским тренером, по совместительству легендарной личностью в мире футбола.

#### Сюжет
Управдому начальство спускает директиву — создать детскую футбольную команду из ребят двора. Бедный управдом никогда на стадионе не был, и о футболе имеет самые смутные представления. Но приступает к формальному выполнению распоряжения. Из всего, что надо знать новоявленному тренеру, он усвоил одно: игры будут проводиться по олимпийской системе, то есть проигравшая команда выбывает. Тренер старается, чтобы его команда проиграла, чтобы побыстрее отделаться от поручения, но оказывается, что эти мальчики — лучшие футболисты, и команда, как назло, выигрывает одну игру за другой. Команда выходит в финал и отправляется на соревнования во Францию, где их уже будет готовить настоящий тренер. Перед отлетом команды управдом прощается с ребятами в аэропорту Киева.
В ролях:
- Ипполит Хвичия — Бондо Долаберидзе, управдом, новоиспеченный тренер детской футбольной команды
- Василий Чхаидзе — Хускивадзе, начальник Бондо
- Зураб Капианидзе — Бесик, скрипач
- Джемал Гаганидзе — инспектор футбольного соревнования
- Имеда Кахиани — показывает счет матча
- Сергей Филиппов — человек в аэропорту

### «Девушка и солдат»

#### Сюжет
Герои фильма — молодые люди: Гиви — работу на заводе совмещающий с тренировками по боксу, и его подруга Ирина — студентка, подрабатывающая продавщицей в книжном киоске. Молодые люди любят друг друга, но боятся в этом признаться. Гиви, на вопрос есть ли у него девушка, отвечает, что есть, но она пока уехала в другой город, хотя у него нет девушки. Ирина тоже говорит, что у неё есть парень, который служит в армии, хотя никого у неё нет. Молодые люди отдаляются друг от друга. На следующий день Гиви снова посещает книжный киоск, но вместо Ирэн он встречает там другую девушку. Спустя время Гиви призывают в армию, и на вокзале он видит как в мечтах девушку с чемоданом — Ирину, которая уезжает создавать новую жизнь.
В ролях:
- Лали Месхи — Ирина
- Давид Квачадзе — Гиви
- Кахи Кавсадзе — лектор в институте

### «Заходящее солнце»

#### Сюжет
Грустная лирическая новелла об одном дне старого капитана Сандров, о несоответствии тихой жизни с её маленькими, пенсионными радостями, заботами и инерцией, и всё ещё бурного воображения старого капитана. Каждая стыковка мечты с действительностью вызывает и легкую боль и улыбку понимания.
В ролях:
- Василий Чхаидзе — капитан Сандро
- Сесиль Такаишвили — Наталия
- Георгий Харабадзе — Гиви
- Александр Жоржолиани — эпизод

## Критика
Кинокартину «Мяч, перчатка капитан», не впадая в застольные преувеличения, можно назвать творческой удачей. Фильм состоит из трёх самостоятельных новелл, и если каждую из них рассматривать как три попытки взять вес и выполнить норму мастера, то можно сказать, что норма эта выполнена во втором и третьем подходе к снаряду.
В первой попытке («Девушка и солдат») штанга рушится до того, как вес зафиксирован. К счастью, рушится она не на голову зрителей, но всё-таки попытку нельзя засчитать. Смутный, грустноватый тон кинорассказа, никак не подтвержденный психологическим развитием характеров.
Кажется, почти тот же тон во второй новелле («Заходящее солнце»), но здесь каждое слово, каждый жест героя подтверждают его точность и естественную значительность. При помощи тонких, неназойливых деталей режиссеру удалось создать впечатление уходящей, отплывающей, прощающейся жизни.

Третья новелла, «Феола», не менее хороша, хотя она сделана совсем другой интонации. Это комический рассказ, и благодаря великолепной игре актера Ипполита Хвичия каждый эпизод наполнен истинным весельем.— Фазиль Искандер — 2 : 1 в пользу Грузии // Советский экран, 1971

## Фестивали и награды
На III-м Всесоюзном кинофестивале спортивных фильмов (1970, Рига) новелла «Фиола» удостоена приза жюри.